# Ben Blushi
Ben Blushi (bɛn bluʃi; Tirana, 1969. január 1. –) albán író, újságíró, politikus.
Pályáját újságíróként kezdte, majd 1997-től az Albán Szocialista Párt politikusa volt. 2001–2002-ben Albánia oktatásügyi és tudományos, 2002–2005-ben önkormányzati minisztere volt. 2016-ban saját pártot alapított, de két évvel később hátat fordított a politikának. Első regénye 2008-ban jelent meg, 2016-ig négy további nagyprózai művet írt. 2009-es történelmi regényével nemzetközi sikereket ért el, a mű Feketebőrű Apolló címen 2017-ben magyarul is megjelent.

## Életútja
Tiranában született, apja Kiço Blushi (1943–2019) író, drámaíró, forgatókönyvíró volt. Középiskolai tanulmányai után 1987-ben a Tiranai Egyetem bölcsészettudományi karára iratkozott be, 1991-ben végezte el az albán nyelvi és irodalmi szakot. Diplomája kézhez vétele után, 1991–1992-ben a Rilindja Demokratike (’Demokratikus Újjászületés’) című politikai folyóirat munkatársa volt, majd 1997-ig a Koha Jonë (’A Mi Időnk’) című lap főszerkesztőjeként dolgozott. Időközben 1995–1996-ban a Soros Alapítvány tevékenységét is segítette. 1997-ben rövid ideig a Deutsche Welle és a The Independent tudósítója volt.
1997-től az Albán Szocialista Párt színeiben bekapcsolódott a politikai életbe. 1999-ig Fatos Nano és Pandeli Majko miniszterelnökök szóvivője és tanácsadója, 1999–2000-ben Paskal Milo irányítása alatt külügyminiszter-helyettes volt. 2001 januárja és júliusa között Korça megye prefektusi feladatait látta el. Ezt követően a szocialista párt színeiben az albán nemzetgyűlés képviselője lett, 2001. szeptember 6-a és 2002. január 29-e között pedig Ilir Meta kormányában az oktatásügyi és tudományos tárcákat irányította. 2002. július 29-étől 2005. szeptember 10-éig Fatos Nano miniszterelnök az önkormányzati és decentralizációs minisztérium vezetését bízta Blushira. 2016 végén Blushi kilépett a szocialista pártból, és Egyenlőségi Lista (Lista e Barabartë, rövidítve Libra) néven megalapította saját pártját, amelynek első elnöke lett. 2017-ben sem pártja, sem ő nem jutott be a nemzetgyűlésbe. 2018 januárjában Blushi a politikának hátat fordítva a Top Channel televíziós csatorna főigazgatói székébe került.

## Írói munkássága
Blushi viszonylag későn, harmincas évei végén kezdett szépirodalommal foglalkozni. Első, az oszmán uralom alatt álló Albániában játszódó, az albánság iszlamizációjával foglalkozó regénye 2008 áprilisában jelent meg Të jetosh në ishull (’Egy szigeten élsz’) címmel, amely egy csapásra ismertté tette a nevét irodalmi körökben. Albániai viszonylatban kiugró eladási eredményeket ért el, néhány hónapon belül 30 ezer példány fogyott a könyvéből. Második regényével alig egy évvel később jelentkezett. Az ismét történelmi kulisszák közé, de ezúttal a 14. századi velencei időkbe helyezett nagyprózai mű, az Otello, arapi i Vlorës (’Otelló, a vlorai mór’) elnyerte számára a 2009-es tiranai könyvvásár Az Év Szerzője díját, valamint 2014-ben az Európai Unió Irodalmi Díját. Harmadik regénye Shqipëria (’Albánia’) címmel 2011-ben jelent meg, ezt követően 2014-ben egy esszégyűjteményt is kiadott.
2009-es könyve 2017-ben Feketebőrű Otelló címen Kornacko-Kabo Blerta tolmácsolásában magyarul is megjelent, emellett kiadták bolgár, horvát, macedón, olasz, lett és román nyelven is.

## Főbb művei
Regényei
- Ben Blushi: Të jetosh në ishull: Roman (’Egy szigeten élsz: Regény’). Tiranë: Toena. 2008.   408 o.
- Ben Blushi: Otello, Arapi i Vlorës: Roman (’Otelló, a vlorai mór: Regény’). Tiranë: Toena. 2009.   336 o.
  - Magyarul: Ben Blushi: Feketebőrű Otelló. Ford. Kornacker-Kabo Blerta. Budapest: Napkút. 2017.  ISBN 9789632637396  362 o.
- Ben Blushi: Shqipëria: Roman (’Albánia: Regény’). Tiranë: UET Press. 2011.   601 o.
- Ben Blushi: Kandidati: Roman (’A jelölt: Regény’). Tiranë: Mapo. 2015.   216 o.
- Ben Blushi: KM = Kryeministri: Roman (’ME = A Miniszterelnök: Regény’). Tiranë: Mapo. 2016.   222 o.

Esszékötetei, politikai írásai
- Ben Blushi: Hëna e Shqipërisë (’Albán hold’). Tiranë: UET Press. 2014.   142 o.
- Ben Blushi: Letër një socialisti (’Levél egy szocialistához’). Tiranë: Classic Print. 2016.   118 o.